# NGC 7807
NGC 7807 is een balkspiraalstelsel in het sterrenbeeld Walvis. Het hemelobject werd in 1886 ontdekt door de Amerikaanse astronoom Ormond Stone.

## Synoniemen
- ESO 538-15
- PGC 33